# Municipio de Vevay
El municipio de Vevay (en inglés: Vevay Township) es un municipio ubicado en el condado de Ingham en el estado estadounidense de Míchigan. En el año 2010 tenía una población de 3537 habitantes y una densidad poblacional de 43,16 personas por km².

## Geografía
El municipio de Vevay se encuentra ubicado en las coordenadas 42°32′24″N 84°25′0″O / 42.54000, -84.41667. Según la Oficina del Censo de los Estados Unidos, el municipio tiene una superficie total de 81.96 km², de la cual 81,74 km² corresponden a tierra firme y (0,26 %) 0,21 km² es agua.

## Demografía
Según el censo de 2010, había 3537 personas residiendo en el municipio de Vevay. La densidad de población era de 43,16 hab./km². De los 3537 habitantes, el municipio de Vevay estaba compuesto por el 96,35 % blancos, el 0,45 % eran afroamericanos, el 0,57 % eran amerindios, el 0,28 % eran asiáticos, el 1,02 % eran de otras razas y el 1,33 % eran de una mezcla de razas. Del total de la población el 2,6 % eran hispanos o latinos de cualquier raza.